# Français fédéral
 (avril 2023).
Si vous disposez d'ouvrages ou d'articles de référence ou si vous connaissez des sites web de qualité traitant du thème abordé ici, merci de compléter l'article en donnant les références utiles à sa vérifiabilité et en les liant à la section « Notes et références ».
Le français fédéral désigne, en Suisse, un français qui, bien que parfaitement correct dans sa grammaire et sa syntaxe, se ressent d'un substrat allemand. On retrouve ce type de langage dans les textes administratifs, entre autres. 
Selon le Dictionnaire suisse romand, le français fédéral est le « français germanisé des textes produits par l’administration centrale, ainsi que par les entreprises et agences de publicité dont le siège social est situé en Suisse alémanique ; par extension, français germanisé ou fautif pratiqué par les Suisses alémaniques (et, éventuellement, par les Suisses romands). »

## Contexte
La Suisse est un État fédéral quadrilingue dans lequel l'allemand, ou plus exactement les dialectes alémaniques, dominent largement. Pour le locuteur francophone (suisse romand), il en résulte qu'une importante partie des textes officiels dont il dispose sont rédigés et conçus par des Alémaniques. De leur côté, les Suisses alémaniques rédigent leurs textes dans une variété linguistique standard de l'allemand (l'allemand standard suisse), c'est-à-dire dans une langue qui leur apparaît comme étrangère puisque la langue qu'ils utilisent pour leurs relations quotidiennes et habituelles est le dialecte suisse allemand (phénomène de diglossie).

## Apparition du français fédéral
Corollaire du multilinguisme suisse, une intense activité de traduction professionnelle occupe de nombreux fonctionnaires et collaborateurs du secteur privé. 
Or, pour certains traducteurs, l'enjeu de la traduction se limite à une activité de langue à langue, où il s'agit de coller à un texte d'origine pour le rendre au plus près, parfois même en respectant dans le texte traduit le nombre de mots du texte source. Comme la traduction ne se limite pas à la langue mais est une activité de langage, il en résulte que les phrases sont certes syntaxiquement correctes mais que l'énumération des idées ne respecte pas l'ordre spontané de la langue française. Par ailleurs, même les traducteurs chevronnés peuvent être piégés par le texte source. 
Il en résulte également des mésalliances au sein d'une expression (« se répandre comme une épidémie », alors qu'on attendrait « se répandre comme une traînée de poudre »), des entorses à la langue française, ou l'utilisation de tournures calquées sur l'allemand (faux-amis, expressions et mots tels que « tractanda » pour « ordre du jour », des latinismes utilisés surtout en allemand, « attendre sur » (« warten auf » pour « attendre »). L'utilisation de faux-amis est également fréquente : par exemple, « protocole » (en allemand Protokoll) pour « procès-verbal ».
La tournure « demeure réservé » est abondamment utilisée dans la législation ou les textes administratifs. On citera par exemple la poste suisse qui indique dans ses conditions générales la phrase suivante : "Demeure réservé le chiffre 2.3 ci-dessus qui s’applique aux commandes passées par des clients domiciliés à l’étranger."
Les tours fautifs sont ensuite recyclés par le locuteur francophone, qui les adopte dans sa langue usuelle[réf. nécessaire].

## Critique linguistique et critique politique
Abondamment exploitée par les satiristes romands, la critique du français fédéral dissimule souvent une critique politique (absurdité de la bureaucratie fédérale, mépris de la minorité francophone) sous le couvert de la critique linguistique. Ainsi, le français fédéral (réduit à l'état de sabir ou de pidgin) doit impérativement se prononcer avec un fort accent suisse-allemand. L'émission radiophonique suisse romande La Soupe, par exemple, a fait un usage systématique de cette caractéristique.